# Relació entre sexes
La relació entre sexes (en anglès: sex ratio) és la raó aritmètica de mascles i femelles en una població. La principal relació entre els sexes és la raó aritmètica en el moment de la concepció; la sex ratio secundària és la raó aritmètica en el moment del naixement, i la tercera sex ratio és la raó aritmètica en els organismes madurs. Típicament, a mesura que s'incrementa la població, en humans, canvia la relació entre sexes; per cada 96 homes hi ha 100 dones per l'alta taxa de mortalitat en els homes.
La relació entre sexes en humans és d'especial interés per als antropòlegs i demògrafs. Tanmateix, en els humans aquesta relació està afectada per factors com l'edat de les mares quan infanten, i per l'avortament selectiu per motiu del sexe, i l'infanticidi.

## Teoria de la relació entre sexes
La teoria de la sex ratio és un camp d'estudi que es preocupa de la predicció acurada de les sex ratios en totes les espècies sexuals, considerant-ne la seva història natural. Un llibre molt influent hi ha estat el d'Eric Charnov (1982) Sex Allocation. Ell en defineix cinc qüestions principals:
1. Per a una espècie dioica, quina és la sex ratio d'equilibri mantinguda per la selecció natural?
2. Per a un hermafrodita seqüencial, quin és l'ordre del sexe en equilibri i el moment del canvi de sexe?
3. Per a un hermafrodita simultani quin és l'equilibri en funció de cada temporada de cria?
4. Sota quines condicions es donen els diversos estadis d'hermafroditisme o dioècia estables evolutivament?
5. Quan afavoreix la selecció la capacitat d'un individu d'alterar la diferència sexual en resposta a situacions ambientals o situacions de la història vital?

## Principi de Fisher
El principi de Fisher explica per què per a moltes espècies la relació entre sexes és aproximadament 1:1.
1. Suposem que els naixements de mascles són menys comuns que els de femelles.
2. Un mascle acabat de néixer tindrà perspectives d'aparellament millors que una femella acabada de néixer i, per tant, pot tenir més descendència.
3. Per tant, els pares genèticament disposats a produir mascles tendiran a tenir més nets nascuts d'ells.
4. Per tant, els gens amb tendències a produir mascles s'estendran i els naixements de mascles esdevindran més comuns.
5. Quan s'acosta la sex ratio a 1:1, l'avantatge associat a produir mascles desapareix.
6. El mateix raonament s'aplica si les femelles se substitueixen per mascles. Per tant, la relació 1:1 és la d'equilibri.

## Exemples en espècies no humanes

### Medi ambient
Tenir una despesa de recursos igual per a cadascun dels sexes és una estratègia evolutivament estable: si la població general es desvia d'aquest equilibri afavorint un dels sexes, un d'ells pot obtenir més èxit reproductiu. En espècies en què el cost de criar és el mateix amb independència del sexe, això es tradueix en una sex ratio d'aproximadament 1:1.
Els bacteris del gènere Wolbachia causen alteracions en les relacions entre sexes en alguns artròpodes perquè maten els mascles. En els copèpodes adults dominen les femelles però hi ha diferències entre les seves famílies.
En diverses espècies de rèptils la determinació del sexe depèn de la temperatura d'incubació dels ous. En els al·ligàtors la sex ratio natural és de cinc femelles per un mascle.

### Relació entre sexes secundària en plantes dioiques
S'ha trobat que la quantitat de pol·len fertilitzant pot influir en la sex ratio secundària en plantes dioiques. L'increment en la quantitat de pol·len porta a la disminució de plantes mascles en la progènie. Aquesta relació s'ha confirmat en les espècies de tres famílies –Rumex acetosa (Polygonaceae), Melandrium album (Cariophyllaceae), Cannabis sativa i Humulus japonicus (Cannabinaceae).